# تنظيم القاعدة
تنظيم القاعدة أو القاعدة أو قاعدة الجهاد هو تنظيم مُسلح متعدد الجنسيات مصنف إرهابيًا في معظم دول العالم، أُسِّس خلال الجهاد الأفغاني في الفترة بين أغسطس 1988 وأواخر 1989 / أوائل 1990، وقد سُميت بهذا الأسم لأنها بدأت قاعدة بيانات بأسماء المجاهدين في أفغانستان وجنسياتهم والتدريبات التي تلقوها، يدعو التنظيم إلى الجهاد الدولي. يرتكز حاليًا وبكثافة في اليمن وأفغانستان والصومال. هاجمت القاعدة أهدافًا عسكرية ومدنية في مختلف الدول خاصة التي تستهدف مصالح الولايات المتحدة الأمريكية، أبرزها هجمات 11 سبتمبر 2001، تبع هذه الهجمات قيام الحكومة الأمريكية بشن حربٍ على الإرهاب. وقد أنتقد العديد من رجال الدين الإسلامي تصرفات التنظيم بسبب هجماته علي المدنيين والمعاهدين، وتشوية صورة الإسلام عالميًا وربطه بالإرهاب، وتسببه في الغزو الأمريكي للعراق وأفغانستان.
تشمل أهداف القاعدة إنهاء النفوذ الأجنبي في البلدان الإسلامية، وإعادة الخلافة الإسلامية، وتطبيق الشريعة الإسلامية. وتعتقد القاعدة أن هناك تحالفًا مسيحيًا - يهوديًا يتآمر لتدمير الإسلام.
تشمل التقنيات التي تستخدمها القاعدة العمليات الإنتحارية والتفجيرات المتزامنة في أهداف مختلفة، والتي يقوم بها أحد أعضاء التنظيم الذين تعهّدوا بالولاء لأسامة بن لادن أو بعض الأفراد الذين خضعوا للتدريب في أحد المخيمات في أفغانستان أو السودان.
وصفت فلسفة القاعدة الإدارية بأنها «مركزية في القرار ولامركزية في التنفيذ». وبعد الحادي عشر من سبتمبر والحرب على الإرهاب، أصبحت قيادة تنظيم القاعدة معزولة جغرافيًا، مما أدى إلى ظهور قيادات إقليمية للمجموعات المختلفة، تعمل تحت اسم القاعدة.
تصنف القاعدة كمنظمة إرهابية من قبل كل من مجلس الأمن والأمانة العامة لحلف شمال الأطلسي والمفوضية الأوروبية للاتحاد الأوروبي ووزارة الخارجية الأمريكية وأستراليا والهند وكندا وإسرائيل واليابان وكوريا الجنوبية وهولندا والمملكة المتحدة وروسيا والسويد وتركيا وسويسرا والسعودية والبحرين والمغرب وباكستان وتونس ولبنان والأردن ومصر ونيجيريا والإمارات.

## أصل الكلمة
وضح أسامة بن لادن أصل الكلمة في مقابلة مسجلة على شريط فيديو مع صحفي قناة الجزيرة تيسير علوني في أكتوبر 2001 :
| تنظيم القاعدة | ظهر اسم القاعدة منذ فترة طويلة بمحض الصدفة، فالراحل أبو عبيدة البنشيري أسس معسكرات تدريب المجاهدين لمكافحة إرهاب روسيا. كنا نسمي معسكرات التدريب بالقاعدة، وبقي الاسم كذلك. | تنظيم القاعدة |

غير أن الصحفي «بيتر بيرجن» قال أنه حصل على وثيقتين من سراييفو في مكتب المؤسسة الخيرية الدولية، تشيران إلى أن المنظمة التي تأسست في أغسطس 1988، لم يسميها المجاهدون بهذا الاسم، وأن هاتين الوثيقتين تحتويان على محاضر الاجتماعات التي عقدت لتأسيس مجموعة عسكرية جديدة، وتحت اسم «القاعدة». اتفق بن لادن مع المشاركين في تلك الاجتماعات في 20 أغسطس 1988، على أن «القاعدة» ستكون الجماعة الرسمية التي تجمع الفصائل الإسلامية التي هدفها رفع كلمة الله والانتصار لدينه. وكانت هناك قائمة شروط للعضوية مثل السمع والطاعة وحسن الخلق والتعهد بطاعة القادة.
ووفقا لرايت، فاسم «تنظيم القاعدة» لم يستخدم في التصريحات العلنية مثل فتوى 1998 لقتل الأمريكيين وحلفائهم، ذلك لأن «وجودها كان لا يزال سريًا». وذكر رايت أن القاعدة تشكلت في 11 أغسطس 1988، في اجتماع مع عدد من كبار قادة الجهاد الإسلامي المصري مثل سيد إمام الشريف وأيمن الظواهري وعبد الله عزام مع أسامة بن لادن، حيث اتفق على توظيف أموال بن لادن مع خبرة منظمة الجهاد الإسلامي، ومواصلة الجهاد في مكان آخر بعد أن انسحب السوفييت من أفغانستان.
وفي أبريل 2002، أصبح اسم المجموعة «قاعدة الجهاد». ووفقا لضياء رشوان، أن هذا كان «... نتيجة لعملية الدمج بين فرع الجهاد في مصر بقيادة أيمن الظواهري مع بن لادن والجماعات التي تحت سيطرته، بعد عودته إلى أفغانستان في منتصف التسعينات.»

## التاريخ

### الجهاد في أفغانستان
في البداية، كان الهدف من تأسيس القاعدة محاربة الشيوعيين في الحرب السوفيتية في أفغانستان،  بدعم من الولايات المتحدة التي كانت تنظر إلى الصراع الدائر في أفغانستان بين الشيوعيين والأفغان المتحالفين مع القوات السوفيتية من جهة والأفغان المجاهدين من جهة أخرى، على أنه يمثل حالة صارخة من التوسع والعدوان السوفييتي. موّلت الولايات المتحدة عن طريق المخابرات الباكستانية المجاهدين الأفغان الذين كانوا يقاتلون الاحتلال السوفيتي في برنامج لوكالة المخابرات المركزية سمي بـ «عملية الإعصار».

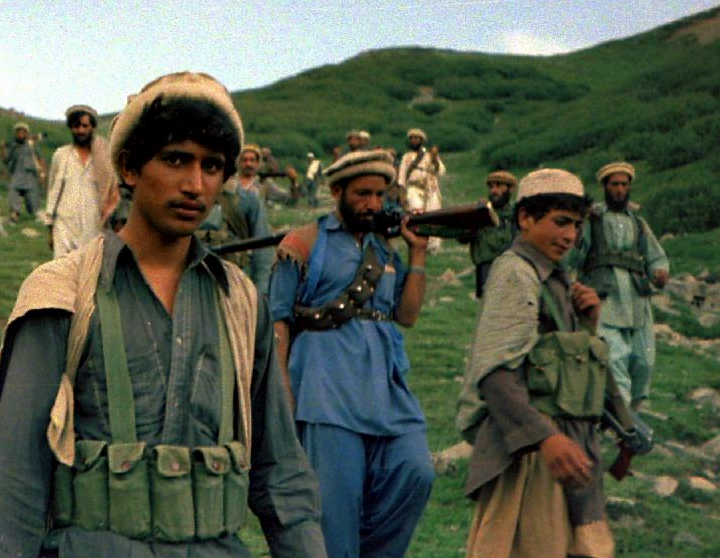
المجاهدين الأفغان العرب.

في الوقت نفسه، تزايدت أعداد العرب المجاهدين المنضمين للقاعدة (الذين أطلق عليهم «الأفغان العرب») للجهاد ضد النظام الماركسي الأفغاني، بمساعدة من المنظمات الإسلامية الدولية، وخاصة مكتب خدمات المجاهدين العرب،  لعبت شبكات الإخوان المسلمين التابعة للإسلامي المصري محمد كمال الدين السنانيري زوج أمينة قطب شقيقة سيد قطب، دورًا رئيسيًا في جمع الأموال والمجندين العرب للمجاهدين الأفغان. تضمنت هذه الشبكات مجموعات مجاهدين تابعة للقائد الأفغاني عبد رب الرسول سياف وعبد الله عزام، الباحث الإسلامي الفلسطيني والشخصية الرئيسية في اليمن ومن قيادات الإخوان المسلمون الأردنيون. بعد اعتقال ومقتل السنانيري في سجن أمني مصري عام 1981 ، أصبح عبد الله عزام المحكم الرئيسي بين الأفغان العرب والمجاهدين الأفغان. الذي أمدهم بأموال تقارب 600 مليون دولار في السنة تبرعت بها حكومة المملكة العربية السعودية والأفراد المسلمين وخاصة من السعوديين الأثرياء المقربين من أسامة بن لادن.
كجزء من توفير الأسلحة والإمدادات للجهاد الأفغاني، أُرْسِل أسامة بن لادن إلى باكستان كممثل للإخوان المسلمين في الجماعة الإسلامية الباكستانية. أثناء وجوده في بيشاور، التقى بن لادن بعبد الله عزام وأنشأ الاثنان معًا مكتب الخدمات في عام 1984 ؛ بهدف جمع الأموال والمجندين للجهاد الأفغاني في جميع أنحاء العالم. نظمت مكتب الخدمات بيوت ضيافة في بيشاور، بالقرب من الحدود الأفغانية، وجمعت الإمدادات لبناء معسكرات تدريب شبه عسكرية لإعداد المجندين الأجانب لجبهة الحرب الأفغانية. تم تمويل مكتب الخدمات من قبل الحكومة السعودية وكذلك من الأفراد المسلمين بما في ذلك رجال الأعمال السعوديين. أصبح بن لادن أيضًا ممولًا رئيسيًا للمجاهدين ، وصرف أمواله الخاصة واستخدام علاقاته للتأثير على الرأي العام بشأن الحرب. كما بدأ العديد من الأعضاء الساخطين في جماعة الإخوان المسلمين السورية مثل أبو مصعب السوري في الانضمام إلى شبكات مكتب الخدمات هذه. في أعقاب سحق التمرد الإسلامي المسلح في سوريا عام 1982.
أسس عبد الله عزام وابن لادن مكتب الخدمات في بيشاور (باكستان) في عام 1984. ومنذ عام 1986، افتتح المكتب شبكة من مكاتب التجنيد في الولايات المتحدة، أبرزها كان مركز اللاجئين «كفاح» في مسجد الفاروق في شارع الأطلسي ببروكلين. ومن بين أبرز الشخصيات في مركز بروكلين، «العميل المزدوج» علي محمد (الذي أطلق عليه جاك كلونان عميل مكتب التحقيقات الفيدرالي اسم «المدرب الأول لابن لادن»).، و«الشيخ الضرير» عمر عبد الرحمن رائد عملية تجنيد المجاهدين في أفغانستان.
يعتقد أن المجاهدين الأفغان في الثمانينات، كانوا مصدر إلهام لجماعات إرهابية في دول مثل أندونيسيا والفلبين ومصر والسعودية والجزائر والشيشان ويوغوسلافيا السابقة. ووفقًا للمصادر الروسية، يعتقد أن مرتكبي التفجير الأول لمركز التجارة العالمي عام 1993، استخدموا دليلاً كتبته وكالة المخابرات المركزية الأمريكية للمقاتلين في أفغانستان عن كيفية تصنيع المواد المتفجرة.
كان مكتب الخدمات يوفر دورًا لضيافة المجاهدين في بيشاور في باكستان قرب الحدود الأفغانية، ومعسكرات شبه عسكرية للتدريب في أفغانستان لإعداد مجندين دوليين غير أفغان لجبهة الحرب الأفغانية، وقد أقنع عزام ابن لادن بالانضمام إلى مكتب الخدمات، الذي استخدم ماله الخاص وعلاقاته مع «العائلة المالكة في السعودية وأصحاب المليارات النفطية في الخليج»، لبذل المزيد من الجهد لمساعدة المجاهدين.
لم يكن الدور الذي يقوم به مكتب الخدمات والمتطوعين المسلمين الأجانب، أو «الأفغان العرب» في الحرب كبيرًا. فمن بين الـ 250,000 مجاهد أفغاني الذين قاتلوا السوفييت الشيوعيين والحكومة الأفغانية، لم يكن هناك أكثر من 2,000 مجاهد أجنبي في أي فترة من فترات الحرب في وقت واحد. ومع ذلك، فإن المجاهدين المتطوعين الأجانب، كانوا من 43 دولة وعدد الذين شاركوا في الحرب الأفغانية في الفترة بين عامي 1982 و1992، كان 35,000.

وفي نهاية الحرب، انسحب الاتحاد السوفيتي من أفغانستان في عام 1989، وظلت حكومة محمد نجيب الله الأفغانية الشيوعية لمدة ثلاث سنوات بعد الحرب، قبل أن تسقط على يد عناصر من المجاهدين. وأعقب ذلك حالة من الفوضى، في وجود قادة المجاهدين الغير قادرين على الاتفاق على هيكل الحكم، الذين واصلوا تنظيم تحالفات تقاتل من أجل السيطرة على الأراضي، مما أحال البلاد إلى حالة من الدمار.

عبدالله عزام.

### توسع العمليات
مع نهاية المهمة العسكرية السوفيتية في أفغانستان، أراد بعض المجاهدين توسيع نطاق عملياتهم لتشمل مدّ الجهاد الإسلامي في أجزاء أخرى من العالم، كإسرائيل وكشمير. ولتحقيق تلك الطموحات، تشكلت عدة منظمات متداخلة ومتشابكة ومنها تنظيم القاعدة، الذي شكله أسامة بن لادن مع اجتماع أولي عقد في 11 أغسطس 1988. تمنى ابن لادن القيام بعمليات غير عسكرية في مناطق أخرى من العالم، ولكن في المقابل كان عزام يريد الاستمرار في التركيز على الحملات العسكرية. وبعد اغتيال عزام في عام 1989، انقسم مكتب الخدمات وانضم عدد كبير إلى تنظيم ابن لادن.
في نوفمبر 1989، ترك علي محمد (وهو رقيب سابق في القوات الخاصة) في فورت براغ، نورث كارولينا، الخدمة العسكرية وانتقل إلى سانتا كلارا، كاليفورنيا، ثم سافر إلى أفغانستان وباكستان، وشارك في خطط ابن لادن.
وبعد ذلك بعام في 8 نوفمبر 1990، داهم مكتب التحقيقات الفيدرالي منزل السيد نصير شريك علي محمد في نيوجيرسي، واكتشف الكثير من الأدلة على المخططات الإرهابية، بما في ذلك خطط لتفجير ناطحات سحاب في مدينة نيويورك. أدين السيد نصير في عام 1993 بتفجير مركز التجارة العالمي، وبقتل الحاخام مائير كاهانا في 5 نوفمبر 1990. ويقال أن علي محمد في عام 1991، ساعد في تنسيق نقل أسامة بن لادن إلى السودان.

سعيد المصري المدير المالي وأحد مؤسسي تنظيم القاعدة. قُتل في هجوم بطائرة أمريكية بدون طيار في 2010.

### حرب الخليج وبدء العداء مع الولايات المتحدة
بعد انسحاب الإتحاد السوفيتي من أفغانستان، عاد أسامة بن لادن إلى المملكة العربية السعودية. ووضع الغزو العراقي الكويت عام 1990 المملكة العربية السعودية وحكامها آل سعود في خطر، ففي السعودية أهم حقول النفط، وهي على مقربة من القوات العراقية في الكويت، بالإضافة لدعوة صدام حسين للاتحاد العربي الإسلامي التي يمكن أن تجمع المعارضة الداخلية.
مقارنة بالقوات العراقية، كانت القوات السعودية جيدة التسليح ولكنها أقل عددًا. عرض بن لادن خدمات مجاهديه على الملك فهد بن عبد العزيز لحماية المملكة العربية السعودية من الجيش العراقي، ولكن العاهل السعودي رفض عرض بن لادن، واختار بدلا منه السماح للقوات الأمريكية والقوات الحليفة بالانتشار على الأراضي السعودية، وهو ما أثار غضب بن لادن، لأنه كان يؤمن أن وجود القوات الأجنبية في «أرض الحرمين» يعتبر انتهاكاً للأراضي المقدسة. وبعد أن انتقد علنًا الحكومة السعودية لإيوائها الجنود الأمريكيين، نفي إلى السودان. وسحبت منه الجنسية السعودية في 9 أبريل 1994،  وتبرأت منه عائلته.

### السودان

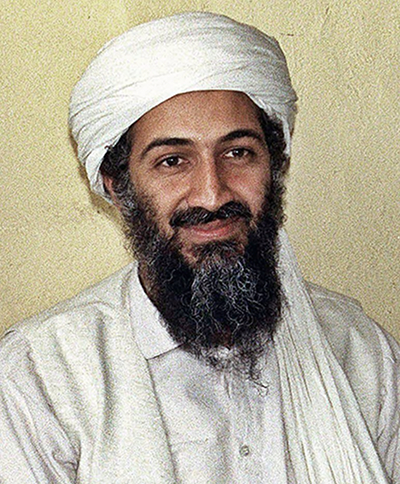
أسامة بن لادن أول زعيم لتنظيم القاعدة.

بين عامي 1992 و1996، ارتكز أسامة بن لادن والقاعدة في السودان، بناءً على دعوة من حسن الترابي. وخلال هذه الفترة، ساعد بن لادن الحكومة السودانية، واشترى أو أنشأ عدة مؤسسات الأعمال وأقام معسكرات لتدريب المقاتلين.
كانت نقطة التحول الرئيسية في العلاقات بين الطرفين، بعد أن وجّه أسامة بن لادن في عام 1993، انتقاداته اللاذعة للسعودية، بعد دعمها لاتفاقات أوسلو التي وضعت طريق للسلام بين إسرائيل والفلسطينيين.
كان الظواهري وجماعة الجهاد الإسلامي المصري بمثابة النواة لتنظيم القاعدة، ولكنهم اشتركوا أيضًا في عمليات منفصلة ضد الحكومة المصرية، وكانوا أسوأ حظًا في السودان. ففي عام 1993، قتلت تلميذة صغيرة في محاولة فاشلة للجهاد الإسلامي المصري لاغتيال رئيس الوزراء المصري عاطف صدقي، وتحول الرأي العام المصري ضد تفجيرات الجماعات الإسلامية. ألقت الشرطة القبض على أكثر من 280 من أعضاء الجهاد وأعدم ستة. وفي عام 1995، كانت المحاولة الفاشلة لاغتيال الرئيس المصري حسني مبارك التي أدت إلى طرد الحكومة السودانية لحركة الجهاد في مايو 1996.

### اللجوء إلى أفغانستان
بعد انسحاب السوفيت، أصبحت أفغانستان فعليًا بلا سلطة حاكمة لمدة سبع سنوات، وعانت من القتال المستمر بين الحلفاء السابقين ومجموعات مختلفة من المجاهدين. وخلال التسعينات، بدأت قوة جديدة تظهر، وهي حركة طالبان التي ترجع أصولها إلى طلاب المدارس في أفغانستان، والذين تيتم الكثير منهم من جراء الحرب، وكثير منهم تلقوا تعليمهم في شبكة من المدارس الإسلامية المنتشرة سواء في قندهار أو في مخيمات اللاجئين على الحدود الأفغانية الباكستانية.
ووفقا لأحمد راشد، فإن خمسة من قادة طالبان كانوا من خريجي مدرسة واحدة، دار العلوم الحقانية المعروفة أيضًا باسم «جامعة الجهاد»، التي تقع في بلدة صغيرة في أكورا خاتاك قرب بيشاور في باكستان، والتي كان يدرس بها الكثير من اللاجئين الأفغان. كانت هذه المؤسسة تعكس المعتقدات السلفية في تعليمها، ويأتي الكثير من تمويلها من تبرعات خاصة من الأثرياء العرب، الذين يتصل بهم بن لادن. وهناك أربعة من القيادات البارزة (بما فيهم زعيم طالبان الملا محمد عمر مجاهد) درسوا في مدرسة مشابهة في قندهار بأفغانستان. وفي وقت لاحق، انضم الكثير من المجاهدين إلى جانب طالبان لقتال محمد نبي محمدي رئيس حزب الحركة الانقلابية في فترة الغزو الروسي.
أدى استمرار الاقتتال الداخلي بين الفصائل المختلفة والفوضى بعد الانسحاب السوفيتي، إلى نمو وتنظيم طالبان وتوسيع نطاق سيطرتها على أراضي أفغانستان، وأسسوا ما أطلق عليه «إمارة أفغانستان الإسلامية». وفي عام 1994، احتلت طالبان قندهار. وبعد تحقيق مكاسب إقليمية سريعة، احتلت العاصمة كابل في سبتمبر 1996.

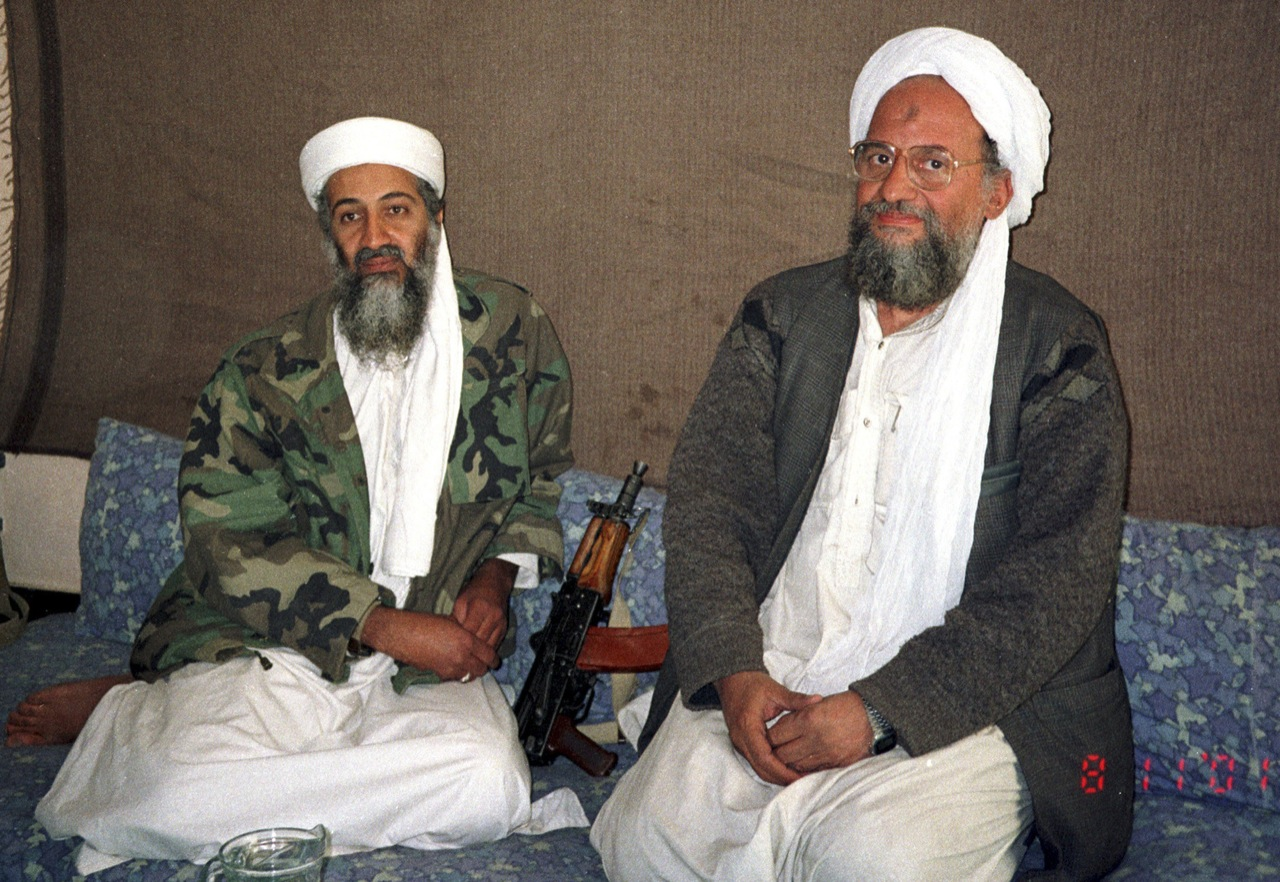
عمل أيمن الظواهري مستشارا لأسامة بن لادن.

بعدما أعلنت السودان أن بن لادن وجماعته لم يعد مرحب بهم في تلك السنة، وفرت طالبان التي تسيطر على أفغانستان موقع مثالي لتنظيم القاعدة لإقامة مقرها. تمتعت القاعدة بحماية حركة طالبان، وبقدر من الشرعية لأنها كانت جزء من وزارة دفاعها، على الرغم من أن باكستان والمملكة العربية السعودية والإمارات العربية المتحدة، هم فقط من اعترفوا بحركة طالبان كحكومة شرعية في أفغانستان.
تمتعت القاعدة بملاذ آمن في أفغانستان التي تسيطر عليها طالبان، حتى هزيمة طالبان من قبل مجموعة من القوى المحلية وشعبة الأنشطة الخاصة شبه العسكرية بوكالة المخابرات المركزية الأمريكية، والقوات الخاصة بالجيش الأمريكي والقوات الجوية في عام 2001. ويعتقد أن العديد من قادة تنظيم القاعدة، لا يزالون في المناطق التي يتعاطف سكانها مع طالبان في أفغانستان أو في المناطق القبلية على الحدود الباكستانية.

### الفتاوى

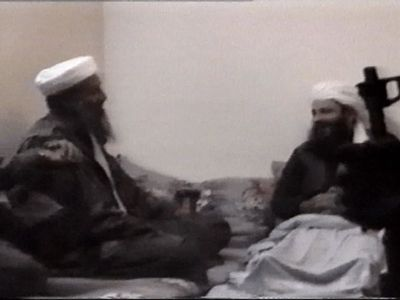
شريط فيديو لأسامة بن لادن.

أعلن تنظيم القاعدة في عام 1996، الجهاد لطرد القوات والمصالح الأجنبية من الأراضي الإسلامية. وأصدر ابن لادن فتوى،  اعتبرت إعلان عام للحرب ضد الولايات المتحدة الأمريكية وحلفائها، وبدأ في تركيز موارد القاعدة لمهاجمة الولايات المتحدة ومصالحها. ففي 25 يونيو 1996، تم تفجير أبراج الخبر التي تقع في مدينة الخبر في المملكة العربية السعودية مما أسفر عن مقتل 19 جندي أمريكي. وفي 23 فبراير 1998، شارك أسامة بن لادن وأيمن الظواهري زعيم الجهاد الإسلامي المصري، إلى جانب ثلاثة آخرين من الزعماء الإسلاميين، في توقيع وإصدار فتوى تحت اسم الجبهة الإسلامية العالمية لقتال اليهود والصليبيين أعلنوا فيها:
| تنظيم القاعدة | إن حكم قتل الأمريكيين وحلفائهم مدنيين وعسكريين، فرض عين على كل مسلم في كل بلد متى تيسر له ذلك، حتى يتحرر المسجد الأقصى والمسجد الحرام من قبضتهم. وحتى تخرج جيوشهم من كل أرض الإسلام، مسلولة الحد كسيرة الجناح. عاجزة عن تهديد أي مسلم وذلك وفقا لقول الله، ((وَقَاتِلُوا الْمُشْرِكِينَ كَافَّةً كَمَا يُقَاتِلُونَكُمْ كَافَّةً))، وقوله ((وَقَاتِلُوهُمْ حَتَّى لا تَكُونَ فِتْنَةٌ وَيَكُونَ الدِّينُ كُلُّهُ لِلَّهِ)) | تنظيم القاعدة |

بالرغم من عدم امتلاك ابن لادن ولا الظواهري للمؤهلات العلمية الشرعية لإصدار الفتوى من أي جهة إسلامية، إلا أنهم رفضوا سلطة علماء الدين الذين اعتبروهم خدم لحكام دولهم. وقد ادعى العميل السابق للمخابرات الروسية ألكسندر ليتفينينكو أن المخابرات الروسية دربت الظواهري في معسكر في داغستان قبل ثمانية أشهر من إعلان فتوى عام 1998.

### في العراق
في العراق، برز فرع تنظيم القاعدة على يد أبو مصعب الزرقاوي، الذي أسس تنظيم "جماعة التوحيد والجهاد" في أواخر تسعينيات القرن العشرين. لاحقًا، أعلن الزرقاوي البيعة لأسامة بن لادن وغيّر اسم تنظيمه إلى "قاعدة الجهاد في بلاد الرافدين"، ليصبح الذراع الرسمية لتنظيم القاعدة في العراق.
وفي عام 2006، أعلن التنظيم عن تغيير اسمه إلى "دولة العراق الإسلامية"، في خطوة نحو توسيع نفوذه. ومع اتساع نشاطه إلى داخل الأراضي السورية، تبنى في عام 2013 اسم "الدولة الإسلامية في العراق والشام" (داعش)، وهو ما أدى إلى خلافات حادة مع القيادة المركزية لتنظيم القاعدة.

بلغت الخلافات ذروتها عام 2014، حيث أعلن الفرع العراقي انفصاله التام عن تنظيم القاعدة، وذلك بعد سيطرته على مناطق واسعة من العراق وسوريا، ليعلن تأسيس ما أسماه "دولة الخلافة" تحت مسمى "الدولة الإسلامية"، بقيادة أبو بكر البغدادي.

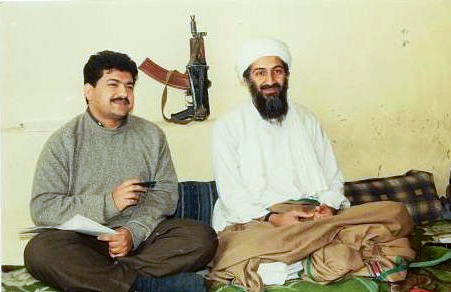
أسامة بن لادن مع الصحفي حامد مير.

### مقتل أسامة بن لادن
اغتيل أسامة بن لادن زعيم تنظيم القاعدة فجر الإثنين 2 مايو 2011 في أبوت آباد الواقعة على بعد 120 كم عن إسلام أباد في عملية اقتحام أشرفت عليها وكالة الاستخبارات الأمريكية ونفذها الجيش الأمريكي واستغرقت 40 دقيقة. وحدثت الواقعة إثر مداهمة قوات أمريكية خاصة تدعى السيلز لمجمع سكني كان يقيم به مع زوجاته وأبنائه. ودار رحى اشتباك بين بن لادن ورجاله وبين القوات الأمريكية المصحوبة بعناصر من الاستخبارات الباكستانية ونجم الاشتباك عن مصرعه بطلقة في رأسه. وقد تمكن المدافعون من إسقاط إحدى المروحيات الأربع التي هاجمت المنزل. وقد تولى قيادة تنظيم القاعدة بعد مقتل بن لادن أيمن الظواهري والذي كان الرجل الثاني في التنظيم.

### مقتل أيمن الظواهري
أعلنت وكالة أسوشيتد برس في 1 أغسطس 2022، نقلا عن مسؤولين أمريكيين، مقتل أيمن الظواهري زعيم تنظيم القاعدة في غارة جوية أمريكية لطائرة بدون طيار في كابل، أفغانستان.

## الفكر

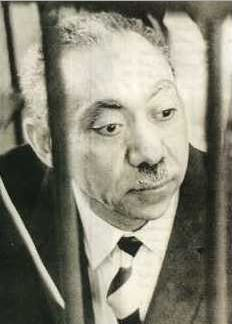
سيد قطب

تطورت الحركة الإسلامية الأصولية عمومًا والقاعدة خصوصًا خلال فترة الصحوة الإسلامية في العقود الثلاثة الأخيرة من القرن العشرين إلى جانب حركات أخرى أقل تطرفًا. [بحاجة لمصدر] فقطب قال إنه بسبب عدم تطبيق الشريعة في العالم الإسلامي، فإنه لم يعد إسلاميًا، وعاد إلى الجاهلية.[بحاجة لمصدر]
ولكي يعود الإسلام، فالمسلمون بحاجة لإقامة «دولة إسلامية حقيقية» مع تطبيق الشريعة الإسلامية، وتخليص العالم الإسلامي من أي تأثيرات لغير المسلمين، مثل مفاهيم مثل الاشتراكية أو القومية. يرى سيد قطب أن أعداء الإسلام يتضمنون «المستشرقين الغادرين»[بحاجة لمصدر]، و«اليهود» الذين يحيكون المؤامرات للإسلام.
وفي كلمات لمحمد جمال خليفة، الصديق المقرب من أسامة بن لادن وزوج شقيقته: «الإسلام يختلف عن أي دين آخر، إنه أسلوب حياة. ونحن نحاول فهم ما يقول الإسلام عن كيفية تناول الطعام؟ من نتزوج؟ كيف نتحدث؟. نحن نقرأ لسيد قطب، وهو الأكثر تأثيرًا على جيلنا.»[بحاجة لمصدر]
كان لقطب تأثير أكبر على أسامة بن لادن وعضو آخر بارز في تنظيم القاعدة،  وهو أيمن الظواهري. كان خال أيمن الظواهري محفوظ عزام، من طلاب قطب ومحاميه ومنفذ وصيته، ومن آخر من رأوا قطب قبل إعدامه. واستمع أيمن الظواهري وهو شاب مرارًا وتكرارًا من خاله محفوظ عن نقاء شخصية قطب والعذاب الذي قاساه في السجن". وقد أعلن الظواهري عن تقديره لقطب في كتابه "فرسان تحت راية النبي".
كانت أحد أقوى تأثيرات قطب فكرة أن العديد من الذين يقال إنهم مسلمون، أصبحوا في عداد المرتدين. الأمر الذي لا يعطي فقط للجهاديين «ثغرة شرعية لقتل مسلمين آخرين»، لكنه جعله «أمرًا واجب التنفيذ شرعًا». من هؤلاء المرتدين المزعومين، قادة الدول الإسلامية لأنهم عدلوا عن الشريعة.

## الهيكل التنظيمي

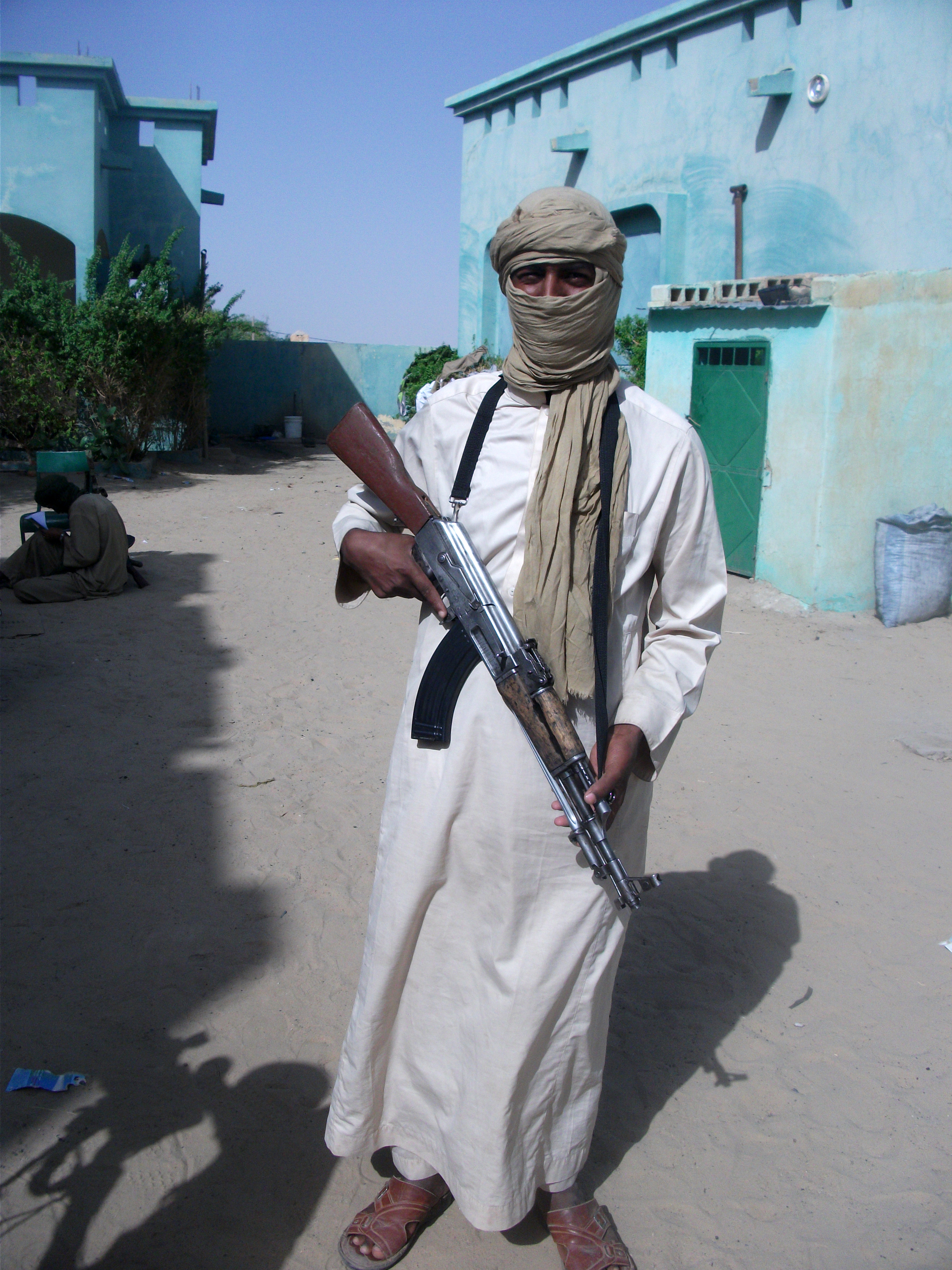
أحد مسلحي تنظيم القاعدة في بلاد المغرب الإسلامي.

على الرغم أن الهيكل الحالي لتنظيم القاعدة غير معروف، حيث تم الحصول على معلومات معظمها من جمال الفضل الذي قدم للسلطات الأمريكية صورة تقريبية لكيفية تنظيم المجموعة. بالرغم من أن صحة المعلومات المقدمة من الفضل وما دفعه للتعاون محل شك، إلا أن السلطات الأمريكية اعتمدت على شهادته في تصورها الحالي عن تنظيم القاعدة.
أسامة بن لادن هو الأمير ورئيس هيئة عمليات القاعدة (على الرغم من أن هذا الدور قد يكون شغله أبو أيوب العراقي)، ويعاونه مجلس الشورى، الذي يتألف من كبار أعضاء القاعدة، والذي قدره مسئولون غربيون بحوالي عشرين إلى ثلاثين شخصا. ويتولى أيمن الظواهري منصب نائب رئيس عمليات القاعدة، بينما يتولى أبو حمزة المهاجر زعامة تنظيم القاعدة في العراق. وتتوزع المهام داخل التنظيم كالآتي:
- «اللجنة العسكرية»: هي المسئولة عن عمليات التدريب وتوفير الأسلحة والتخطيط للهجمات.
- «لجنة المال / الأعمال»: هي التي تمول العمليات من خلال الحوالات، وتوفر تذاكر الطيران وجوازات السفر الزائفة، وتدفع الأموال لأعضاء القاعدة، وتشرف على أرباح الأعمال.[80] وفي تقرير لجنة 9 / 11، قُدِّر أن القاعدة تحتاج مبلغ 30 مليون دولار أمريكي سنويًا لإجراء عملياتها.
- «لجنة الشريعة»: تراجع الشريعة الإسلامية، وتقرر مطابقة مسارات العمل للشريعة.
- «لجنة الدراسات الإسلامية / الفتاوى»: تصدر الفتاوى مثل فتوى عام 1998 التي تحرض المسلمين على قتل الأمريكيين.
- في أواخر التسعينات، تشكلت «لجنة الإعلام»، والتي تولت إصدار نشرة إخبارية، والعلاقات العامة. وفي عام 2005، شكّل تنظيم القاعدة «السحاب»، بيت الإنتاج الإعلامي لها، لتوفير احتياجاتها من المواد المرئية والمسموعة.

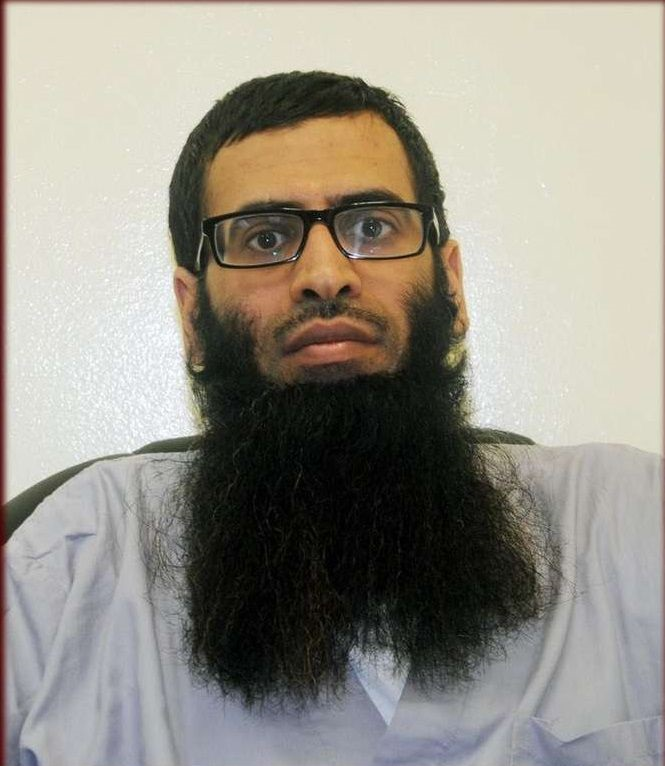
فارس آل شويل الملقب بـ أبو جندل الأزدي منظِّر ومفتي تنظيم القاعدة في السعودية.

عدد الأفراد الذين ينتمون إلى التنظيم غير معروف. ووفقًا لفيلم بي بي سي الوثائقي قوة الكوابيس، فالاتصالات بين أفراد تنظيم القاعدة ضعيفة. كان عدم إدانة أعداد كبيرة من أعضاء تنظيم القاعدة، على الرغم من العدد الكبير لحالات الاعتقال بتهم تتعلق بالإرهاب، سببًا للشك في ما إذا كان الانتشار الواسع للقاعدة موجود أم لا؟. وبالتالي فمدى وطبيعة تنظيم القاعدة لا يزالا موضوع خلاف.
يرى بعض المحللين أن قيادة القاعدة تغيرت من «العرب» في سنواتها الأولى، إلى «قيادة باكستانية تقريبًا» في عام 2007. وقد قُدّر أن 62 ٪ من أعضاء القاعدة تلقوا تعليمًا جامعيًا.
عندما سئل عن احتمال ضلوع القاعدة في تفجيرات لندن عام 2005، قال مفوض شرطة العاصمة السير أيان بلير : «القاعدة ليست منظمة. القاعدة هي طريقة للعمل... ولكن هذه هي السمة المميزة لهذا الأسلوب.. من الواضح أن القاعدة لديها القدرة على توفير التدريب... لتوفير الخبرة... وأعتقد أن هذا هو ما حدث هنا».
ومع ذلك، في 13 أغسطس 2005، ذكرت صحيفة الإندبندت نقلا عن تحقيقات الشرطة والمخابرات العسكرية، أن الانتحاريين في تفجيرات 7 يوليو تصرفوا بشكل مستقل عن العقل المدبر للقاعدة الموجود في مكان ما في الخارج.

أبو جهاد المصري مسؤول الدعاية والإعلام السابق لدي تنظيم القاعدة.

ما هي القاعدة بالضبط؟، سؤال لا يزال محل خلاف. ففي فيلم بي بي سي الوثائقي قوة الكوابيس، يؤكد الكاتب والصحفي آدم كورتيس أن فكرة القاعدة بوصفها منظمة رسمية هي اختراع أمريكي في المقام الأول. يؤكد كيرتس أن اسم «القاعدة» عرض لأول مرة على الجمهور عام 2001، في محاكمة أسامة بن لادن والرجال الأربعة المتهمين في تفجير سفارة الولايات المتحدة في شرق أفريقيا عام 1998. اسم المنظمة وتفاصيل هيكلها، قدمها جمال فضل في شهادته، الذي زعم أنه عضو مؤسس في المنظمة، وموظف سابق لدى أسامة بن لادن. وفي اقتباس من الفيلم الوثائقي : 
| تنظيم القاعدة | الواقع هو أن ابن لادن وأيمن الظواهري أصبحوا محور لمجموعة مفككة من المتشددين الإسلاميين الذين جذبتهم الاستراتيجية الجديدة، ولم يكن هناك منظمة. كانوا فقط نشطاء إسلاميين خططوا لعملياتهم وبدأ ابن لادن التمويل والمساعدة، ولكنه لم يكن قائدهم. كما لا يوجد دليل على أن ابن لادن استخدم مصطلح "القاعدة" للإشارة إلى اسم المجموعة حتى بعد 11 سبتمبر، عندما أدرك أن هذا المصطلح من صنع الأمريكيين. | تنظيم القاعدة |

أثيرت عدة تساؤلات حول مصداقية شهادة الفضل، بسبب تاريخه في التضليل، وأنه أدلى بتلك الشهادة كجزء من صفقة بعد إدانته بالتآمر لمهاجمة المنشآت العسكرية الأمريكية. وقد قال سام شميت أحد محامين الدفاع في المحاكمة، حول شهادة جمال الفضل :
| تنظيم القاعدة | كانت هناك أجزاء انتقائية في شهادة فضل وأعتقد أنها غير صحيحة، للمساعدة في تأكيد صورة أنه ساعد الأمريكيين. اعتقد أنه كذب في عدد من أقواله حول ماهية المنظمة. هذا جعل القاعدة مثل مافيا جديدة أو شيوعيين جدد. وجعل منهم جماعة، وبالتالي فمن السهل مقاضاة أي شخص مرتبط بتنظيم القاعدة على الأعمال أو التصريحات التي أدلى بها ابن لادن. | تنظيم القاعدة |

## الهجمات

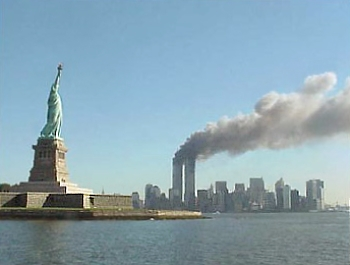
هجمات 11 سبتمبر في مدينة نيويورك: منظر لمركز التجارة العالمي وتمثال الحرية.

### 1992
في يوم 29 ديسمبر 1992، قامت القاعدة بأول هجماتها الإرهابية بتفجير قنبلتان في عدن. كان هدفها الأول هو فندق موفنبيك، والثاني موقف السيارات التابع لفندق جولدمور. كانت تلك التفجيرات محاولة للقضاء على الجنود الأمريكيين، وهم في طريقهم إلى الصومال للمشاركة في جهود الإغاثة الدولية للمجاعة، في إطار «عملية استعادة الأمل». داخليًا، اعتبرت القاعدة التفجير انتصارًا أثار خوف الأمريكيين، ولكن في الولايات المتحدة كان الهجوم بالكاد يلحظ.
لم يقتل أحد من الأمريكيين، لأن الجنود كانوا يقيمون في عدة فنادق مختلفة، وذهبوا إلى الصومال كما كان مقررًا. ولكن لوحظ أن الهجوم كان محوريًا، كما كان بداية تغيير في استراتيجية تنظيم القاعدة، من محاربة الجيوش لاستهداف المدنيين،  قتل شخصان في التفجير، سائح أسترالي وعامل فندق يمني، وأصيب سبعة آخرين معظمهم من اليمنيين، بجروح بليغة.
قيل أن الهجمات تمت بعد فتوتين أفتاهم بها عضو القاعدة ممدوح محمود سالم، المعروف أيضًا باسم أبو هاجر العراقي، لتبرير عمليات القتل وفقًا للشريعة الإسلامية. أرجع ممدوح محمود سالم فتواه إلى ابن تيمية. ففي فتوى شهيرة، قال ابن تيمية أنه «يتعين على المسلمين قتل الغزاة المغول»، وبالقياس قال سالم أن «القاعدة ينبغي أن تقتل الجنود الأمريكيين». الفتوى الثانية لابن تيمية، نصت على أن «المسلمون يجب ألا يقتلوا المغول فقط، ولكن يقتلوا أي شخص ساعد المغول، والذين اشتروا بضائع منهم أو باعوا لهم». وقال أن المارة الأبرياء، مثل عامل الفندق اليمني، سيجدوا المكافأة بعد الموت، بالذهاب إلى الجنة إذا كانوا صالحين، وإلى النار إذا كانوا عاصين. وأصبح هذا هو مبرر القاعدة لقتل المدنيين.

### تفجير مركز التجارة العالمي 1993

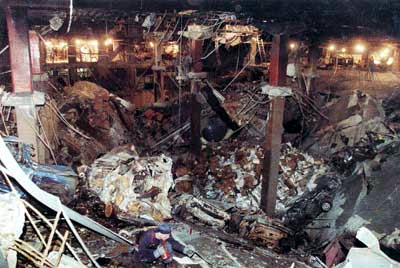
تفجير مركز التجارة العالمي 1993 عبر سيارة مفخخة يقودها انتحاري من تنظيم القاعدة.

في عام 1993، استخدم رمزي يوسف شاحنة مفخخة لمهاجمة مركز التجارة العالمي في نيويورك. كان الهجوم يستهدف تدمير أساس البرج الأول، وبالتالي انهياره على البرج الثاني، وبذلك يسقط المجمع بأكمله.
كان يوسف يأمل في قتل 250,000 شخص. اهتزت الأبراج وتمايلت، ولكن الأساس تماسك ونجح رمزي في قتل ستة أشخاص فقط (على الرغم من أنه جرح 1,042 آخرين، وتسبب في إلحاق أضرار تقدر بما يقرب من 300 مليون دولار في الممتلكات).
بعد الهجوم، هرب يوسف إلى باكستان، ومنها إلى مانيلا. وهناك بدأ في التخطيط لـ «عملية بوجينكا»، التي خطط فيها لتفجير عشر طائرات أمريكية في وقت واحد، ولاغتيال البابا يوحنا بولس الثاني والرئيس الأمريكي بيل كلينتون، ولاصطدام طائرة خاصة في مقر وكالة المخابرات المركزية الأمريكية. وقد اعتقل يوسف في باكستان في وقت لاحق.
لم تشر لوائح الاتهام الأمريكية ضد أسامة بن لادن بأي علاقة له بهذا التفجير، ولكن عرف أن رمزي يوسف شارك في معسكر تدريب إسلامي في أفغانستان. وبعد إلقاء القبض عليه، قال يوسف أن المبرر الرئيسي لهذا الهجوم هو معاقبة الولايات المتحدة على دعمها للاحتلال الإسرائيلي للأراضي الفلسطينية، ولم يشر إلى أية دوافع دينية.

### أواخر التسعينات

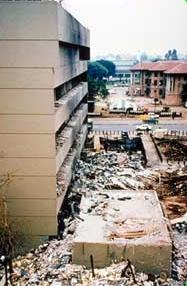
السفارة الأمريكية في نيروبي بعد الحادث

أدت عملية تفجير مبنى سفارتي الولايات المتحدة الأمريكية في نيروبي ودار السلام، إلى مقتل أكثر من 300 شخص معظمهم من السكان المحليين. وردًا على التفجير، أطلق الجيش الأمريكي وابلاً من صواريخ كروز لتدمير موقع للقاعدة في خوست في أفغانستان، ولكنه لم يلحق أذى بشبكة القاعدة.
في أكتوبر 2000، قام أعضاء من تنظيم القاعدة في اليمن بقصف بواسطة الصواريخ على المدمرة «يو أس أس كول» في هجوم انتحاري، مما أسفر عن مقتل 17 جنديًا أمريكيًا وتدمير المدمرة وهي في الميناء. وبعد نجاح هذا الهجوم الجريء، بدأت قيادة القاعدة في التحضير لهجوم على الولايات المتحدة نفسها.

### هجمات 11 سبتمبر

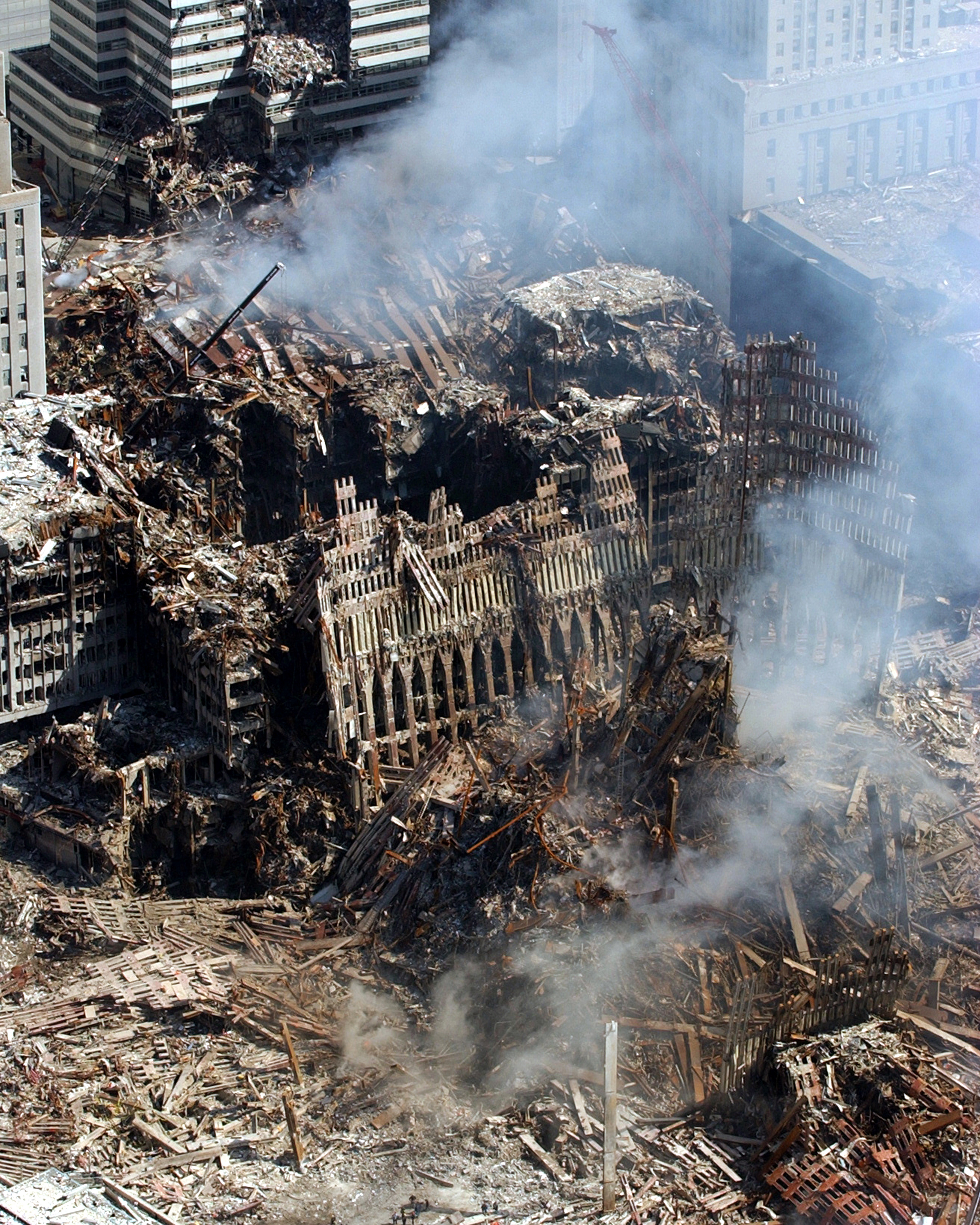
آثار هجمات 11 سبتمبر

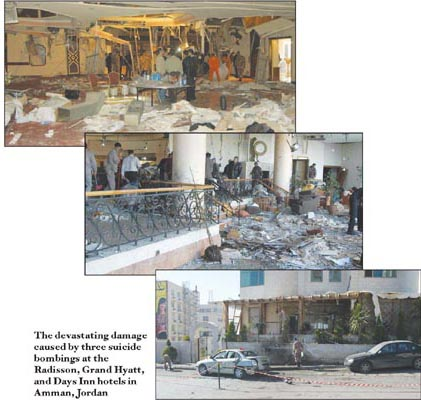
آثار تفجيرات عمان 2005 في الأردن اللذي تبنّاه تنظيم القاعدة.

تعتبر اعتداءات 11 سبتمبر هي أكثر الأعمال الإرهابية تدميرًا في أمريكا، والتي أسفرت عن مصرع ما يقرب من 3,000 شخص، حيث اصطدمت طائرتين بأبراج مركز التجارة العالمي، وطائرة ثالثة في وزارة الدفاع الأمريكية، ورابعة استهدفت الكابيتول ولكنها تحطمت في بنسلفانيا.
قامت القاعدة بهذه الهجمات عملاً بفتوى عام 1998 الصادرة ضد الولايات المتحدة وحلفائها من جانب القوات العسكرية بقيادة ابن لادن والظواهري وغيرهم. وتشير الدلائل إلى أن الفرق الانتحارية قادها القائد العسكري للقاعدة محمد عطا بالاشتراك مع ابن لادن وأيمن الظواهري وخالد شيخ محمد والحنبلي كمخططين رئيسيين.
أرسل بن لادن عدة رسائل بعد 11 سبتمبر 2001، تشيد بالهجمات وشرح دوافعها نافيًا أي تورط بها. وبرر ابن لادن الهجمات بالمظالم التي يشعر بها كل المسلمين، وبالتصور العام عن أن الولايات المتحدة تقوم بقمع المسلمين.
وأكد بن لادن أن أمريكا تذبح المسلمين في فلسطين والشيشان وكشمير والعراق، وأنه يحق للمسلمين الرد بهجوم انتقامي. وادعى أيضًا أن هجمات 11 سبتمبر لم تكن تستهدف النساء والأطفال، ولكن تستهدف رموز القوة العسكرية والاقتصادية الأمريكية.
هناك أدلة تشير إلى أن الأهداف الأصلية لهذا الهجوم، قد تكون محطات للطاقة النووية على الساحل الشرقي للولايات المتحدة. ولكن في وقت لاحق، غيرت القاعدة الأهداف. كما كان يخشى من أن مثل هذا الهجوم «قد يخرج عن نطاق السيطرة.»

## الحرب على الإرهاب
في أعقاب هذه الهجمات، قررت حكومة الولايات المتحدة الرد عسكريًا، وبدأت في إعداد القوات المسلحة للإطاحة بنظام طالبان الذي يعتقد أنه كان يأوي تنظيم القاعدة. وقبل هجومها، عرضت على زعيم حركة طالبان الملا محمد عمر فرصة لتسليم بن لادن وكبار معاونيه. كانت أول القوات التي دخلت أفغانستان، قوات شبه عسكرية من شعبة العمليات الخاصة بوكالة الاستخبارات المركزية.
عرضت طالبان تسليم بن لادن إلى بلد محايد للمحاكمة، إذا قدمت الولايات المتحدة الأدلة على تواطؤ ابن لادن في الهجمات. ورد الرئيس الأمريكي جورج دبليو بوش قائلاً : «نحن نعلم أنه مذنب. قوموا بتسليمه.» وحذر رئيس وزراء بريطانيا توني بلير نظام طالبان قائلاً «تخلوا بن لادن، أو تخلوا عن السلطة.» وبعد ذلك بوقت قصير، قامت الولايات المتحدة وحلفائها بغزو أفغانستان، وبالاشتراك مع تحالف الشمال الأفغاني، أسقطوا حكومة طالبان في حرب أفغانستان.

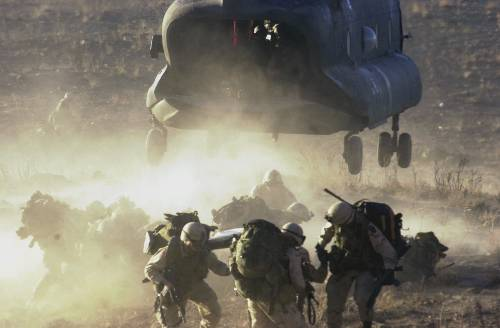
القوات الأمريكية في أفغانستان

نتيجة لاستخدام الولايات المتحدة لقواتها الخاصة وتوفيرها الدعم الجوي لقوات التحالف الشمالي البرية، دُمِّرَت كلا من معسكرات تدريب طالبان والقاعدة، ويعتقد أن كثير من هيكل عمل القاعدة عُطِلَ. وحاول كثير من مقاتلي القاعدة بعد فرارهم من مواقعهم الرئيسية في منطقة تورا بورا في أفغانستان، تجميع صفوفهم في منطقة جارديز الوعرة.
هاجمت قوات المشاة الأمريكية والقوات الأفغانية المحلية تحت غطاء مكثف من القصف الجوي الأمريكي، ودمروا مواقع القاعدة وقتلوا أو أسروا العديد من المقاتلين. ومع أوائل عام 2002، واجهت القاعدة ضربة شديدة، وبدا وكأن غزو أفغانستان قد بدأ يؤتي ثماره. ومع ذلك، ظل عدد كبير مع أعضاء حركة طالبان في أفغانستان، وهرب كبار قادة القاعدة ابن لادن والظواهري.
احتدم النقاش حول طبيعة دور القاعدة في 11 سبتمبر. وبعد بدء الغزو الذي قادته الولايات المتحدة، أصدرت وزارة الخارجية الأمريكية شريط فيديو يظهر ابن لادن يتحدث مع مجموعة صغيرة من المقربين في مكان ما في أفغانستان، قبل وقت قصير من سقوط حكومة طالبان. وبالرغم من تشكيك البعض في صحته، يظهر الشريط تورط بن لادن والقاعدة في هجمات 11 سبتمبر. بُث الشريط في العديد من القنوات التلفزيونية في جميع أنحاء العالم، ورافقته الترجمة الإنجليزية التي قدمتها وزارة الدفاع الأمريكية.
وفي سبتمبر 2004، خلصت لجنة تحقيق الحكومة الأمريكية في اعتداءات 11 سبتمبر رسميًا، إلى أن الهجمات وضعت ونفذت من قبل عناصر القاعدة. وفي أكتوبر 2004، أعلن ابن لادن مسؤوليته عن الهجمات في شريط فيديو بثته قناة الجزيرة، قائلاً أنه استوحاه من الهجمات الإسرائيلية على أبراج في حرب لبنان 1982 : «وبينما أنا انظر إلى تلك الأبراج المدمرة في لبنان، أتى في ذهني أن نعاقب الظالم بالمثل. وأن ندمر أبراجًا في أمريكا لتذوق بعض ما ذقنا، ولترتدع عن قتل أطفالنا ونسائنا.»
بحلول نهاية عام 2004، أعلنت حكومة الولايات المتحدة أن ثلثي قادة تنظيم القاعدة في الفترة من عام 2001، قُبِضَ عليهم من قبل القوات شبه العسكرية بوكالة المخابرات المركزية الأمريكية، ومنهم رمزي بن الشيبة وعبد الرحيم النشيري وأبو زبيدة وخالد شيخ محمد وسيف الإسلام المصري. كما قتل محمد عاطف وآخرين. على الرغم من اعتقال أو قتل العديد من كبار عناصر القاعدة، فإن الحكومة الأمريكية ما زالت تحذر من أن هذه المنظمة لم تهزم بعد، وأن المعارك مستمرة بين القوات الأمريكية والمجموعات المتصلة بالقاعدة.

## الأنشطة الإقليمية

أبو مصعب عبد الودود زعيم القاعدة في بلاد المغرب الإسلامي، حتي مقتله في 3يونيو 2020، وقد بُويِعَ أبو عبيدة يوسف العنابي خلفا له.

### إفريقيا
شاركت القاعدة في عدد من التفجيرات في شمال أفريقيا، فضلاً عن دعم أحزاب في الحروب الأهلية في أريتريا والصومال. وفي الفترة من عام 1991 إلى عام 1996، كان أسامة بن لادن وغيره من قادة القاعدة موجودين في السودان. لكن ومنذ 25 يناير 2007، تحولت «الجماعة السلفية للدعوة والقتال» الجزائرية إلى فرع لتنظيم القاعدة في منطقة شمال إفريقيا، لتحمل اسم «القاعدة في بلاد المغرب الإسلامي».
كما تشارك القاعدة في التمرد في مصر (2013 - حاليا) عبر تنظيم المرابطون والقاعدة في سيناء وأجناد مصر وقامت بالعديد من الهجمات علي الشرطة المصرية والجيش المصري ومقرات الحكومة المصرية.

### أوروبا

أبو مصعب الزرقاوي زعيم تنظيم القاعدة في العراق قُتل عام 2006 بضربة جوية أمريكية.

في عام 2003، نفذ إرهابيون سلسلة من التفجيرات في أسطنبول، مما أسفر عن مقتل 57 شخص وإصابة 700، وتم توجيه الاتهام إلى 74 شخص من قبل السلطات التركية. سبق لبعضهم مقابلة أسامة بن لا
دن، وعلى الرغم من أنهم رفضوا الانضمام لتنظيم القاعدة، إلا أنهم طلبوا مساعدتها ومباركتها.

### الشرق الأوسط
شارك تنظيم القاعدة بعملياته في جميع أنحاء منطقة الشرق الأوسط، منذ منتصف التسعينات. بعد توحيد اليمن في عام 1990، بدأت شبكات غير معروفة في توجية مهام لليمن في محاولة لتقويض رأسمالية الشمال. على الرغم من أنه من غير المرجح أن يكون ابن لادن أو تنظيم قاعدة السعودية قد شارك بها، إلا أن العلاقات الشخصية التي أقاموها، سهلت من مهمتهم في تفجير المدمرة الأمريكية "يو أس أس كول". وفي العراق، ارتبطت القاعدة بشكل غير مباشر بجماعة التوحيد والجهاد تحت قيادة أبو مصعب الزرقاوي، وكان لها دور أساسي في المقاومة العراقية.

## أنشطة الإنترنت
قال تيموثي توماس، أن القاعدة في أعقاب خروج القاعدة من أفغانستان، لجأت هي وحلفائها إلى الإنترنت هربًا من حالة التحفز الدولي ضدها. ونتيجة لذلك، أصبح استخدام القاعدة لشبكة الإنترنت أكثر تطورًا، وشمل التمويل والتجنيد والتواصل والتعبئة والدعاية، وكذلك نشر المعلومات وجمعها ومشاركتها.

أبو عمر البغدادي أمير دولة العراق الإسلامية.

يصدر بانتظام أمير القاعدة في العراق «أبو أيوب المصري» أشرطة فيديو قصيرة تمجد نشاط الجهاديين الانتحاريين. وبالإضافة إلى ذلك، قبل وبعد وفاة أبو مصعب الزرقاوي (الزعيم السابق لتنظيم القاعدة في العراق)، فإن مظلة تنظيم القاعدة في العراق (مجلس شورى المجاهدين)، كان له تواجد منتظم على الشبكة.
تشمل مجموعة الوسائط المتعددة، التدريب على حرب العصابات ولقطات لضحايا على وشك أن يقتلوا، وشهادات من الانتحاريين وأشرطة الفيديو تظهر المشاركة في الجهاد. نشر موقع على الإنترنت مرتبط بالقاعدة، شريط فيديو لإلقاء القبض على رجل الأعمال الأمريكي نيك بيرج، وذبحه في العراق، والذي كان الظهور الأول لأشرطة الفيديو وصور عمليات الذبح، بما في ذلك بول جونسون وكيم سون إيل ودانيال بيرل على المواقع الجهادية. وفي ديسمبر 2004، بُثت رسالة صوتية يزعم أنها من ابن لادن على موقع على شبكة الإنترنت مباشرة، بدلاً من إرسال نسخة منها إلى قناة الجزيرة، كما كان يفعل في الماضي.
تحولت القاعدة إلى شبكة الإنترنت لنشر أشرطة الفيديو الخاصة بها، لكي تتيقن من أنها ستكون غير معدّلة، بدلاً من خطر احتمالية تعديل محرري الجزيرة للفيديو، وحذف أي مقطع ينتقد العائلة المالكة السعودية. وفي رسالة لابن لادن في ديسمبر 2004، كان حديثه أشد من المعتاد، واستمر لأكثر من ساعة.
في الماضي، ربما كان موقعي Alneda.com وJehad.net، أهم مواقع تنظيم القاعدة على شبكة الإنترنت. اختُرق موقع Alneda على يد الأمريكي «جون ميسنر»، ولكن مشغلي الموقع قاموا بنقل الموقع عبر خوادم مختلفة، وتحويل استراتيجي لمحتواه. وتسعى الولايات المتحدة حاليًا لتسليمها المتخصص في مجال تكنولوجيا المعلومات، بابار أحمد البريطاني الجنسية، الذي أنشأ العديد من مواقع القاعدة باللغة الإنجليزية مثل Azzam.com. إلا أن تسليم بابار أحمدن لاقى معارضة من مختلف المنظمات الإسلامية البريطانية مثل الرابطة الإسلامية في بريطانيا.

## مزاعم تورط وكالة المخابرات المركزية الأمريكية
هناك جدل دائر حول ما إذا كانت هجمات القاعدة، هي ردة فعل سلبية لعملية وكالة المخابرات المركزية الأمريكية المسماة بـ «الإعصار»، التي كان هدفها مساعدة المجاهدين الأفغان أثناء الغزو السوفييتي لأفغانستان. وقد كتب روبن كوك وزير الخارجية البريطاني السابق في الفترة من 1997-2001، أن تنظيم القاعدة وأنصار بن لادن هم «نتاج سوء هائل في التقدير من جانب الأجهزة الأمنية الغربية»، وقال أن «القاعدة، والتي جاء اسمها من قاعدة البيانات. كانت في الأصل ملف كمبيوتر يحتوي على معلومات عن آلاف المجاهدين الذين تم تجنيدهم وتدريبهم بمساعدة من وكالة المخابرات المركزية الأمريكية، لهزيمة الروس.»
ولكن العديد من المصادر المختلفة مثل صحفي السي إن إن بيتر بيرغن والعميد محمد يوسف ضابط المخابرات العسكرية الباكستانية وعملاء وكالة المخابرات المركزية الذين شاركوا في البرنامج الأفغاني مثل فنسنت كانيسترارو، ينكرون أن وكالة المخابرات المركزية ولا غيرها من المسئولين الأمريكيين على اتصال مع الأفغان العرب أو ابن لادن، ناهيك عن تسليحهم أو تدريبهم.

ناصر الوحيشي الزعيم السابق لتنظيم القاعدة في جزيرة العرب.

ووفقًا لبيرغن وآخرين، أنه لم تكن هناك حاجة لتجنيد أجانب لا يجيدون اللغة المحلية والعادات أو طبيعة الأرض، نظرًا لوجود ربع مليون مواطن أفغاني على استعداد للقتال.؛ والأفغان العرب أنفسهم، لم يكونوا في حاجة للأموال الأمريكية، لأنهم تلقوا عدة مئات من ملايين الدولارات سنويًا من غير الأمريكيين. وتقول مصادر إسلامية أن الأمريكيين لا يمكن أن يكونوا قد درّبوا المجاهدين، لأن المسئولين الباكستانيين لن يسمحوا لأكثر من عدد قليل منهم بالعمل في باكستان ولا أفغانستان، ولأن الأفغان العرب كان معظمهم تقريبًا من الإسلاميين المتشددين. فمن الطبيعي أنهم معاديين للغربيين، سواء كان الغربيون يساعدون المسلمين الأفغان أم لا.
كما قال بيتر بيرغن الذي يعرف بإجرائه لأول مقابلة تلفزيونية مع أسامة بن لادن في عام 1997، فكرة مفادها أن «تمويل أو تدريب وكالة المخابرات المركزية الأمريكية لأسامة بن لادن، هي أسطورة شعبية. ليس هناك دليل على ذلك. لابن لادن ماله الخاص، وهو معاد للولايات المتحدة. لقد كان يعمل في الخفاء، وبشكل مستقل. القصة الحقيقية هنا هي أن وكالة المخابرات المركزية لم يكن لديها أدنى فكرة عن هذا الرجل حتى عام 1996، عندما أنشأت وحدة لبدء لملاحقته.» ولكن كما اعترف بيرغن بنفسه في أحد الحوادث الغريبة، أن وكالة الاستخبارات المركزية على ما يبدو ساعدت عمر عبد الرحمن في الحصول على تأشيرة سفر.
للقاعدة تاريخ طويل مع وكالة المخابرات المركزية، وخاصة شعبة العمليات الخاصة. وهذا ما زاد شهرة عناصر العمليات الخاصة في وكالة المخابرات المركزية، على أنها هي القوة الرئيسية للولايات المتحدة في الحرب ضد تنظيم القاعدة، وأنها حققت أكبر النجاحات.

### نقد

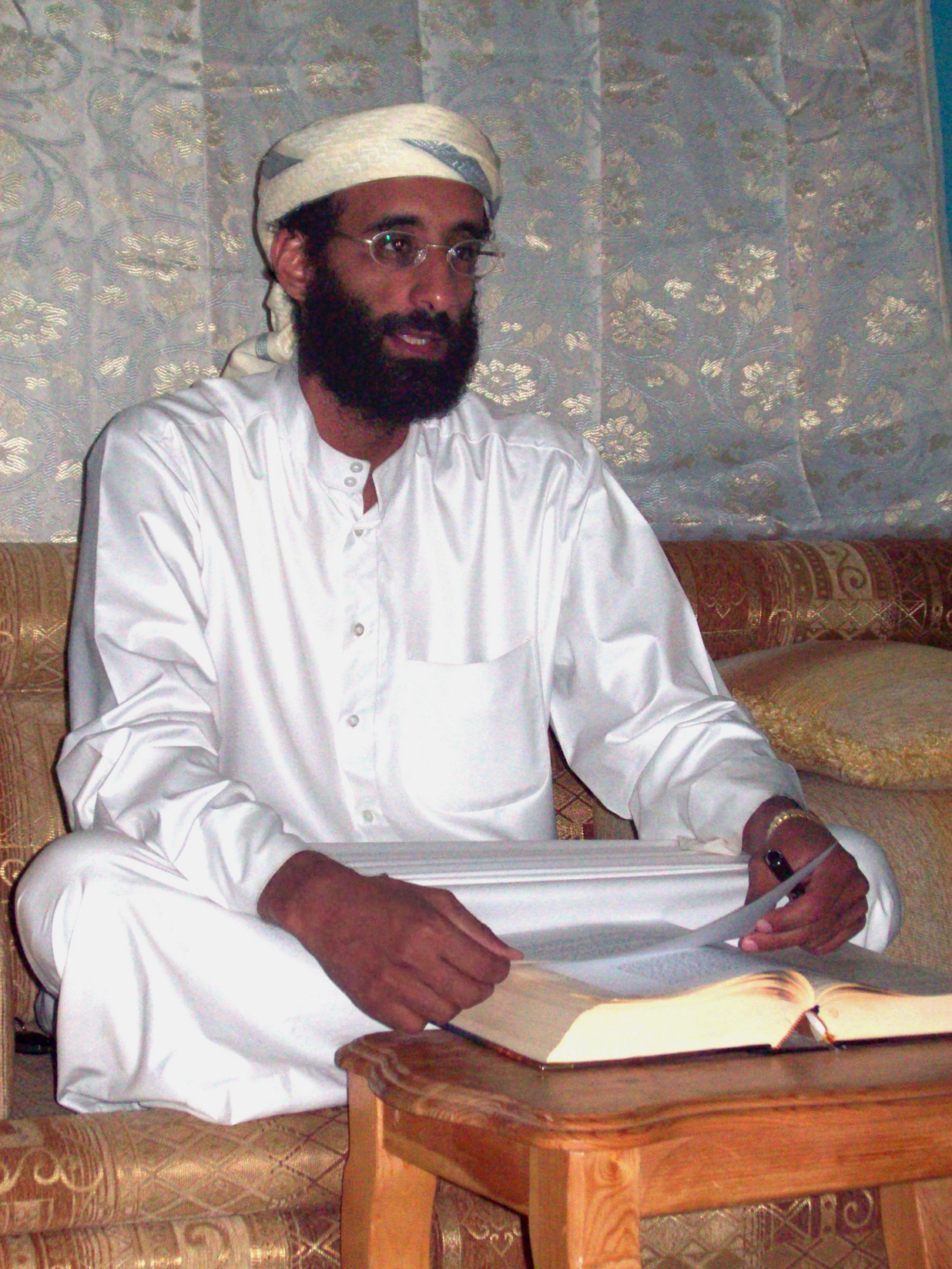
أنور العولقي داعية يمني يُعتبر الملهم الروحي لتنظيم القاعدة، قُتل في 30 سبتمبر 2011 بعد قصف سيارته بطائرة بدون طيار على يد القوات الأمريكية في الأراضي اليمنية.

ارتفعت موجة متصاعدة من الغضب في العالم الإسلامي، تجاه القاعدة وفروعها. وحذر علماء دين ومقاتلين سابقين ونشطاء من تكفير القاعدة للمسلمين، وقتلها لهم في الدول الإسلامية وخاصةً العراق.
انتقد علناً نعمان بن عثمان الأفغاني العربي والعضو السابق في الجماعة الليبية الإسلامية المقاتلة، في رسالة مفتوحة أيمن الظواهري في نوفمبر 2007، بعد إقناعه قادة جماعته السابقة المسجونين بالدخول في مفاوضات سلام مع النظام الليبي. وفي الوقت الذي أعلن فيه أيمن الظواهري انتساب الجماعة لتنظيم القاعدة. وفي نوفمبر 2007، أطلقت الحكومة الليبية سراح 90 من أعضاء الجماعة من السجن، وبعد عدة أشهر في وقت لاحق «وقيل إنهم تخلوا عن العنف.»
في عام 2007، ومع اقتراب الذكرى السنوية السادسة لهجمات 11 سبتمبر، قام الشيخ سلمان العودة رجل الدين السعودي وأحد آباء الصحوة، بتوبيخ أسامة بن لادن، حيث وجه خطاب إلى زعيم القاعدة على قناة إم بي سي، شوهد على نطاق واسع في شبكة تلفزيون الشرق الأوسط، وخاطبه قائلاً
| تنظيم القاعدة | أخي أسامة، كم من الدماء أريقت؟ وكم من الأبرياء والأطفال والمسنين والنساء قد لقوا مصرعهم... تحت اسم القاعدة؟ هل ستكون سعيدا للقاء الله سبحانه وتعالى، وأنت تحمل عبء مئات الآلاف أو الملايين من الضحايا على ظهرك؟ | تنظيم القاعدة |

وفي عام 2007، انسحب سيد إمام الشريف صاحب التأثير في الأفغان العرب والأب الروحي للقاعدة والمؤيد السابق للتكفير، بشكل مثير من تنظيم القاعدة بعد إصداره كتابه «ترشيد العمل الجهادي في مصر والعالم». وفقًا لمركز بيو للاستطلاعات، فإن تأييد القاعدة قلّ في جميع أنحاء العالم الإسلامي في السنوات الأخيرة.

### أفلام عن القاعدة
- قوة الكوابيس
- الإسلام : ما يحتاج الغرب أن يعرف

## الروابط الخارجية
- تنظيم القاعدة، الجزيرة نت، 12 مارس 2009
- رسالة بن لادن للشعب الأميركي: يعلن فيه مسؤوليته عن هجمات 11 سبتمبر، الجزيرة نت، 5 نوفمبر 2004
- تنظيم القاعدة، المعرفة، الجزيرة نت، 3 أكتوبر 2004
- مصطفى أبو اليزيد.. تنظيم القاعدة، برنامج لقاء اليوم، قناة الجزيرة، 21 يونيو 2009
- ملف العمل المسلح، الإسلاميون، إسلام أون لاين
- قسم العدل في الولايات المتحدة، كتيب تدريب القاعدة.
- الجبهة الجديدة لتنظيم القاعدة / يناير 2005
- Al-Qaedaism: The Threat To Islam, The Threat To The World مراجعة كتاب
- تنظيم القاعدة—في الحقيقة ملف موقع صحيفة يديعوت أحرونوت

### كتب
- عرض كتاب «حصار القاعدة» قراءة في الفكر السياسي الأمريكي، برين ميتشيل جنكنز، الإسلام اليوم، 2 يوليو 2003
- عرض كتاب: القاعدة وعالمية إرهاب المنتحرين، المعرفة، الجزيرة نت، 21 سبتمبر 2005
- عرض كتاب: «القاعدة.. التنظيم السري»، عبد الباري عطوان، المعرفة، الجزيرة نت، 14 مايو 2008
- عرض كتاب: «القاعدة وأخواتها»، كميل الطويل، المعرفة، الجزيرة نت، 17 يناير 2008
- كتاب: «إستراتيجية القاعدة.. الأخطاء والأخطار»: كتاب جديد للجماعة الإسلامية «المصرية» عن أخطاء «القاعدة»، جريدة الشرق الأوسط، 7 أغسطس 2003